# Theresia-Gerhardinger-Gymnasium am Anger

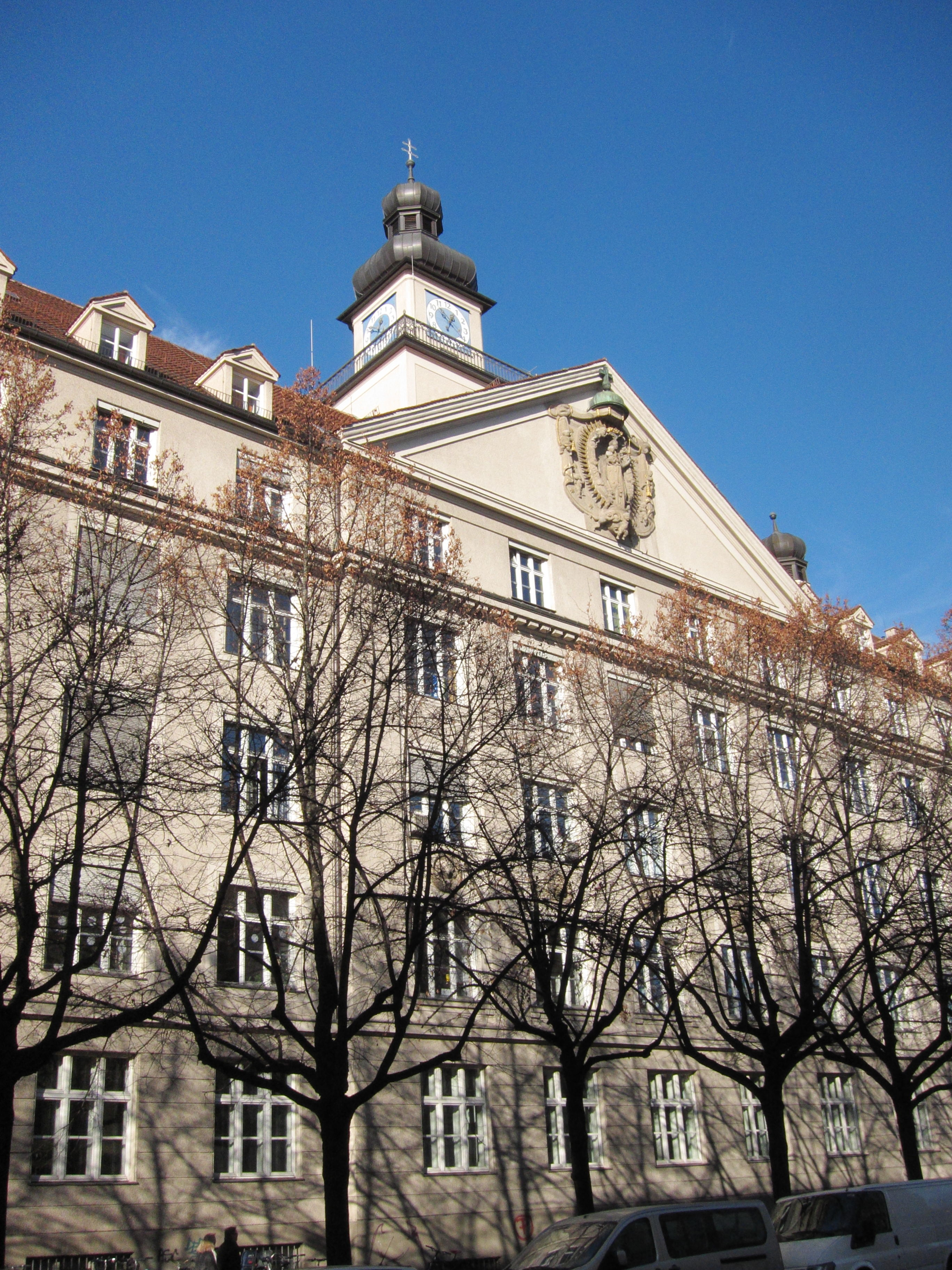
Das Schulgebäude

Das Theresia-Gerhardinger-Gymnasium am Anger ist ein Mädchengymnasium an der Blumenstraße 26 im Angerviertel in München in der Trägerschaft der Ordensgemeinschaft Arme Schulschwestern von Unserer Lieben Frau. Es ist ein staatlich anerkanntes Gymnasium mit sprachlichem, musischem und wirtschaftswissenschaftlichem Zweig. In dem Gebäude befinden sich außerdem eine Grundschule für Mädchen, ein Kindergarten und ein Studentinnenwohnheim der Armen Schulschwestern.

## Geschichte

### Geschichte des Klosters
Die Ordensschwester Maria Theresia von Jesu Gerhardinger war die Gründerin der Kongregation der „Armen Schulschwestern von Unserer Lieben Frau“. Ab dem Alter von sechs Jahren besuchte sie die Klosterschule der Notre-Dame-Frauen. An dieser Schule arbeitete sie später als Hilfslehrerin und erkannte, dass die schulische Bildung ärmeren Mädchen nicht ausreichend zur Verfügung stand. 1835 legte Karolina die Ordensprofess der von ihr neu gegründeten Kongregation in Regensburg ab und nahm den Ordensnamen Maria Theresia von Jesu an. 1841 wurde das ehemalige Klarissenkloster am Anger in München von König Ludwig I. dem Orden als neues Mutterhaus überlassen.
Am 9. Mai 1879 starb Maria Theresia Gerhardinger im Alter von 82 Jahren im Angerkloster. Ihr Grab befindet sich heute in der St. Jakob am Anger in München, am 17. November 1985 sprach Papst Johannes Paul II. sie selig und am 3. September 1998 wurde in der Walhalla in Regensburg eine Büste von Theresia Gerhardinger aufgestellt. Maria Theresias Ziel bestand darin, Mädchen eine am wirklichen Leben orientierte Bildung zu vermitteln. Sie leistete einen entscheidenden Beitrag zum sozialen Aufbruch der Gesellschaft und wird als Pionierin und bedeutende Pädagogin der modernen Frauenbildung angesehen.

### Geschichte der Schule
1843 überließ König Ludwig I. den Schulschwestern das Angerkloster, das zuvor von den Klarissen genutzt worden war. Es wurde zum Mutterhaus und zur Ausbildungsstätte umgebaut. Zudem entstand die erste Lehrerinnenausbildungsstätte.
Das heutige Hauptgebäude der Schule an der Blumenstraße wurde zwischen 1914 und 1918 erbaut; die Bauarbeiten verzögerten sich jedoch durch den Ersten Weltkrieg.
1936 verbot das NS-Regime den Schwestern ihren Schuldienst. In der Bombennacht vom 17. Dezember 1944 wurden die Jakobskirche und die Klostergebäude völlig zerstört sowie das Schulgebäude beschädigt.
Nach Kriegsende übernahmen die Schulschwestern im September 1945 wieder den Schulbetrieb.
Eine neue unterirdische Doppelturnhalle wurde 1991 gebaut. Am 1. August 1996 wurden das Gerhardinger-Gymnasium (Unterer Anger 2) und das Gymnasium am Anger (Blumenstraße 26) zum „Theresia-Gerhardinger-Gymnasium am Anger“ zusammengelegt. Durch die Zusammenlegung hat das Gymnasium drei Zweige. Der Gebäudekomplex am Unteren Anger besteht bis heute aus dem Mutterhaus, der Kirche Sankt Jakob, dem Theresia-Gerhardinger Gymnasium am Anger und einem Studentinnenwohnheim. Zusätzlich existiert in dem Gebäudekomplex seit der Gründung durch Theresia Gerhardinger die Theresia-Gerhardinger-Grundschule für Mädchen und eine Kindertagesstätte.

## Schulleben

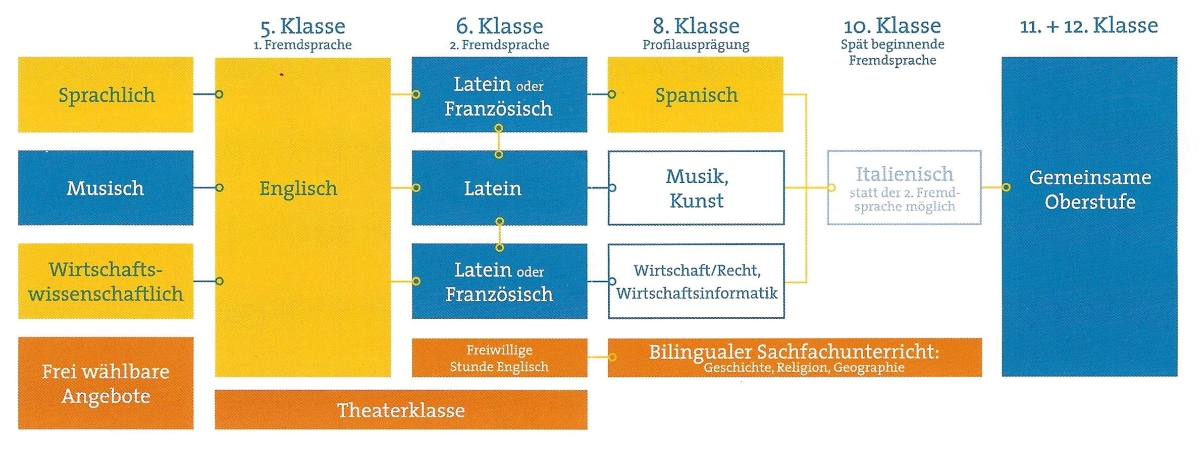
Ausbildungsrichtungen seit 2017

Das Theresia-Gerhardinger-Gymnasium am Anger hat drei Zweige: einen musischen, einen sprachlichen und einen wirtschaftswissenschaftlichen Zweig. Die Schülerinnen aller Zweige können in der 5. und 6. Jahrgangsstufe die Theaterklassen besuchen, in denen in einer eigenen Stunde besonderer Wert auf das Erlernen von Kompetenzen im Bereich Theater, Kreativität und eigenes Schreiben gelegt wird. Außerdem kann ab der 6. Klasse eine zusätzliche Stunde Englisch belegt werden, sodass ab Jahrgangsstufe 8 das bilinguale Konzept mit englischem Sachfachunterricht in den Fächern Geschichte, Religion und Geographie genutzt werden kann. Ab dem Schuljahr 2017/18 steht Spanisch als weitere Fremdsprache neben Englisch, Latein und Französisch zur Wahl. Für den Besuch des Gymnasiums wird ein jährliches Schulgeld in Höhe von 605 Euro (Schuljahr 2023/24) erhoben.

### Pädagogische Ziele
Die pädagogische Zielsetzung lässt sich zusammenfassend in einem Satz der Lebensregel der Armen Schulschwestern von Unserer Lieben Frau ausdrücken:
Für uns bedeutet Erziehung, die Menschen hinzuführen zu ihrer vollen Entfaltung als Geschöpf und Abbild Gottes und sie zu befähigen, ihre Gaben einzusetzen, um die Erde menschenwürdig zu gestalten.
Es soll Schülerinnen ermöglicht werden, angstfrei und gern zur Schule zu gehen und den Schülerinnen Raum gegeben werden, ihren Platz innerhalb der Religionen und Kulturen zu finden. Die Schülerinnen sollen ganzheitlich gefördert werden. Die Schule will ihre Schülerinnen bei deren Herausforderungen begleiten und ihnen Mut und soziale Verantwortung vermitteln.
Das Erziehungskonzept baut auf folgenden Säulen auf: Bewahrung der Schöpfung, Dialog der Religionen und Kulturen, Geschlechtergerechte Erziehung und Sorge um Benachteiligte.

### Veranstaltungen
Jedes Jahr finden mehrere Konzerte wie z. B. das Weihnachtskonzert und das Unterstufenkonzert statt. Zahlreiche Veranstaltungen wie Theateraufführungen, Tanzwettbewerbe, Sportfeste, der Tag der offenen Tür und der Weihnachtsbasar sind ein Teil des Schullebens.
- Mit vielen Gottesdiensten feiern die Schülerinnen gemeinsam mit der Lehrerschaft die bedeutenden christlichen Feste des Kirchenjahres. Es gibt die Hauptgottesdienste zum Schulanfang, an Weihnachten, Ostern und zum Schuljahresende sowie separate Gottesdienste der einzelnen Klassen.
- Seit vielen Jahren ist die Nacht der Begegnung ein besonderes Ereignis für die 7. und 8. Klassen. Sie ist ein Beispiel für verschiedene schulpastorale Veranstaltungen, die Orientierung und Unterstützung in Glaubens- und Lebensfragen bieten. Mit Hilfe von Workshops (Tänze, kreatives Gestalten u. a.), gemeinsamen Mahlzeiten sowie einer Mitternachtsandacht und einem Abschlussgottesdienst am nächsten Morgen kommen die Schülerinnen sich selbst, anderen und Gott auf die Spur.
- Jedes Jahr organisiert der jeweilige Abschlussjahrgang einen Kleinkunstabend, den die Schülerinnen zusammen mit Lehrkräften gestalten. Dabei wird das Lehrer-Schüler-Verhältnis gestärkt.

### Offene Ganztagsschule
In enger Kooperation mit der Schulleitung organisiert der Verein „Betreutes Lernen Am Anger e. V.“ eine „Offene Ganztagsschule“. Diese entspricht den staatlichen Förderrichtlinien und verfolgt das Konzept des „rhythmisierten Lernens“. Ein pädagogisches Team betreut die Schülerinnen während des Lernens und leistet Hilfestellung. Für die Kinder der Offenen Ganztagesschule wird sowohl gemeinsames Mittagessen sowie freie Zeit zum Spielen angeboten.

### Wahlfächer und Zusatzangebote (Stand 2017)
Wahlfächer
- Wahlinstrumente
- Holzbläserensembles
- Großes Orchester
- Mittelstufenorchester
- Unterstufenorchester
- Großer Chor
- Mittelstufenchor
- Unterstufenchor
- Theater
- Künstlerische Techniken
- Volleyball
- Badminton

Zusatzangebote
- Akademieprojekt
- Eine-Welt-Laden
- Tutorinnen
- Schulbücherei
- Individuelle Förderung durch Lernmodule
- Musikalisches
- Italienisch
- Spanisch
- DELF
- Cambridge Zertifikat
- Celtic Colleens

Arbeitskreise
- Nachhilfebörse
- Schülerzeitung

### Klassenfahrt und Austausch
Die Fahrten finden jährlich in die Länder Frankreich, England, Ungarn und Italien statt. Jede von diesen dauert rund eine Woche und der Gegenbesuch der ausländischen Partnerinnen in München findet in der Regel im selben Schuljahr statt (Stand 2017).
| 6. Klasse  | Umwelttage in Benediktbeuern (Zentrum für Umwelt und Kultur) |
| 7. Klasse  | Skikurse (Wildschönau) |
| 8. Klasse  | Frankreichaustausch („Collège St. André“ in Saumur) |
| 9. Klasse  | Religiöse Besinnungstage (Schülerzentrum Schloss Fürstenried) Englandaustausch („Perse School for Girls“ in Cambridge) Ungarnaustausch („Patrona Hungariae Gimnázium“ in Budapest) |
| 10. Klasse | Berlinfahrt Frankreichaustausch („Collège St. André“ in Saumur) |
| Q 11/12    | Italienaustausch („Educandato Statale E. Setti Carraro dalla Chiesa“ in Mailand) Studienfahrten zum Abschluss der Oberstufe                                                        |

### Patenschule
Seit 1990 pflegt das Theresia-Gerhardinger-Gymnasium eine enge Verbindung zu seiner Patenschule in Sunyani in der Republik Ghana, der Notre Dame Senior Secondary School, einer weiterführenden Mädchenschule mit angegliedertem Internat. Der Kontakt entstand über zwei Schulschwestern von Unserer Lieben Frau aus München und Sunyani.
Das Theresia-Gerhardinger-Gymnasium am Anger legt viel Wert auf die Entwicklung sozialer Kompetenzen und das Engagement für hilfsbedürftige Menschen. Zur Unterstützung der Patenschule in Ghana finden am TGGaA über das Jahr verteilt verschiedene Aktionen statt:
- Jeden Dezember findet ein Weihnachtsbazar statt, auf dem die Schülerinnen selbsthergestellte weihnachtliche Produkte verkaufen. Die Erlöse kommen im Wesentlichen der Patenschule zugute.
- Der Solidaritätslauf ist eine Aktion des Shalom-Clubs, bei der etwa die Hälfte der Schülerinnen und einige Lehrkräfte rund um den Gebäudekomplex laufen. Die Läufer werden von Unternehmen oder Verwandten/Bekannten gesponsert. Der Reinerlös wird an die Patenschule in Ghana gespendet.
- Der Arbeitskreis Ghana vermittelt unter anderem Patenschaften für Schülerinnen der Notre Dame Senior Secondary School in Sunyani. Schulklassen, Eltern oder Lehrkräfte des Gymnasiums in München übernehmen jeweils für ein Jahr die Patenschaft für ein Mädchen in Ghana. Ein Stipendium von umgerechnet 300 Euro pro Schülerin ermöglicht die Übernahme der jährlichen Kosten für Ausbildung, Unterkunft und Verpflegung. Diese Patenschaften kommen Mädchen zugute, die aufgrund ihrer familiären Situation nicht aus eigener Kraft für das Schulgeld aufkommen können und besonderes Engagement zeigen. Die Mädchen werden von der Schulleitung in Ghana ausgesucht.

Hauptsächliche Verwendungszwecke der Spenden in Ghana:
- bauliche Maßnahmen, beispielsweise ein zweites Internatsgebäude und ein Trinkwasserbrunnen
- der Schulbibliothek mit naturwissenschaftlichen und englischen Lehrbüchern
- Schulgelder für hilfsbedürftige Mädchen[8]

## Weitere Einrichtungen im Schulkomplex

### Theresia-Gerhardinger-Grundschule
Die Theresia-Gerhardinger-Grundschule am Anger trägt den Namen der Gründerin der Kongregation der Armen Schulschwestern von Unserer Lieben Frau.
Am 27. November 1843 genehmigte König Ludwig I. dem neugegründeten Orden der Armen Schulschwestern von Unserer Lieben Frau ebenfalls die Errichtung einer Mädchenschule: Daraus entwickelte sich bis zum Jahre 1860 die erste siebenklassige Volksschule in München. Am 27. August 1874 wurde die von den Schwestern geleitete städtische Volksschule als Seminarübungsschule anerkannt und sieben Jahre später staatlich genehmigt. Sie bildete das praktische Übungsfeld für die künftigen klösterlichen Lehrerinnen.
Von 1877 bis 1911 bot das „Unterrichts- und Erziehungsinstitut der Armen Schulschwestern“ Mädchen von 6 bis 16 Jahren eine umfassende Ausbildung in 10 Jahreskursen. 1911 wurde eine Seminarübungsschule errichtet, die durch die nationalsozialistische Regierung 1936 aufgelöst wurde. Im September 1945 konnten die Armen Schulschwestern den Unterricht wieder aufnehmen. Seit Beginn des Schuljahres 2005/2006 ist die Theresia-Gerhardinger-Volksschule am Anger eine Grundschule.

### Kindergarten
Bereits 1843 ist in der Chronik der zwei Schulen, die von den Armen Schulschwestern eröffnet wurden, die Rede von einer „Kinderbewahranstalt“ für Mädchen zwischen drei und sechs Jahren. Die Ordensgründerin und Pädagogin Maria Theresia von Jesu Gerhardinger griff die grundlegend neuen Ideen von Friedrich Fröbel auf und führte sie weiter, wodurch sich 1850 ein Leitfaden für Kinderbewahranstalten entwickelte. So entstand im Angerkloster schon früh ein einjähriger Kurs zur Ausbildung von Kindergartenschwestern, woraus ein zweijähriges Kindergärtnerinnenseminar in München-Au für klösterliche Kindergärtnerinnen hervorging.
Beim Bau des Schulgebäudes zwischen 1914 und 1918 in der Blumenstraße waren von Beginn an Räumlichkeiten für den Kindergarten vorgesehen. Seit der Fertigstellung ist der Kindergarten in diesen Räumen beheimatet. Zurzeit (2017) können jeweils 26 Kinder in den zwei verlängerten Ganztagsgruppen untergebracht werden. Die Gruppen sind altersgemischt mit Mädchen und Jungen zwischen drei und sechs Jahren.

## Mit der Schule verbundene Personen

### Im Lehrkörper
- Berta Vorbach (1911–1970)

### Absolventinnen
- Elisabeth Endres (1934–2000), Germanistin
- Ursula Männle, Politikerin[10]
- Stephanie zu Guttenberg[11]